# セイラム・レッドソックス
セイラム・レッドソックス（英語: Salem Red Sox）は、アメリカ合衆国バージニア州セイラムに本拠地をおくマイナーリーグのプロ野球チーム。MLBのボストン・レッドソックス傘下A+級チームでカロライナ・リーグ北地区に所属している。本拠地球場はセイラム・メモリアル・ボールパーク。

## 歴史
1955年、セイラム・レーベルズの名でアパラチアンリーグ（クラスD）所属の球団として創設。1957年からはピッツバーグ・パイレーツの傘下となり、この年よりMLB球団との提携が始まる。
1968年からはカロライナ・リーグ所属となる。
ボストン・レッドソックスが提携球団となった2009年からセイラム・レッドソックスと名乗っており、本拠地の脇にはフェンウェイ・パークを縮小したレプリカ球場の「ミニ・フェンウェイ」がある。

## 過去の主な所属選手
- オーランド・セペダ
- アート・ハウ
- テリー・コリンズ
- マリオ・メンドーサ
- ケン・モッカ
- デーブ・パーカー
- ケニー・ロジャース
- モイゼス・アルー
- ティム・ウェイクフィールド
- エステバン・ロアイザ
- トニー・ウォマック
- ジェイソン・ケンドール
- ジェイミー・ライト
- エドガルド・クレメンテ
- エリック・ヤング
- ラリー・ウォーカー
- ショーン・チャコーン
- フアン・ウリーベ
- ジェイソン・ジェニングス
- アーロン・クック
- ショーン・フィギンズ
- マット・ホリデイ
- ブラッド・ホープ
- ベン・ゾブリスト
- ハンター・ペンス
- トロイ・パットン
- フェリペ・ポーリーノ
- J.R.タウルズ
- バド・ノリス
- ブライアン・ボグセビック
- ケイシー・ケリー
- 田澤純一
- ダニエル・ナバ
- ライアン・ケイリッシュ
- ライアン・ラバーンウェイ
- アンソニー・リゾ
- ウィル・ミドルブルックス
- 松坂大輔
- ドレイク・ブリットン
- ブランドン・ワークマン
- アンソニー・ラナウド
- マット・バーンズ
- ジャッキー・ブラッドリー・ジュニア
- ザンダー・ボガーツ
- ムーキー・ベッツ
- ブライアン・ジョンソン (投手)
- ロビー・スコット
- ギャリン・チェッキーニ
- クリスチャン・バスケス
- ブレイク・スワイハート
- デベン・マレーロ
- マニュエル・マーゴット
- アンドリュー・ベニンテンディ
- ヨアン・モンカダ
- ラファエル・デバース